# Eprozartán
Az eprozartán egy  angiotenzin II receptor antagonista antihipertenzív gyógyszer. A szer a  renin-angiotenzin rendszeren fejt ki kettős hatást és így csökkenti a teljes perifériás ellenállást (TPR). Először is blokkolja az  angiotenzin II kötődését az AT1 receptorhoz az érsimaizomban és értágulatot vált ki.  Másik hatása a szimpatikus idegrendszerben a noradrenalin termelés gátlása, amely tovább csökkenti a vérnyomást.

## Készítmények
- Teveten®  (Solvay Pharmaceuticals)